# Łupowo (województwo lubuskie)

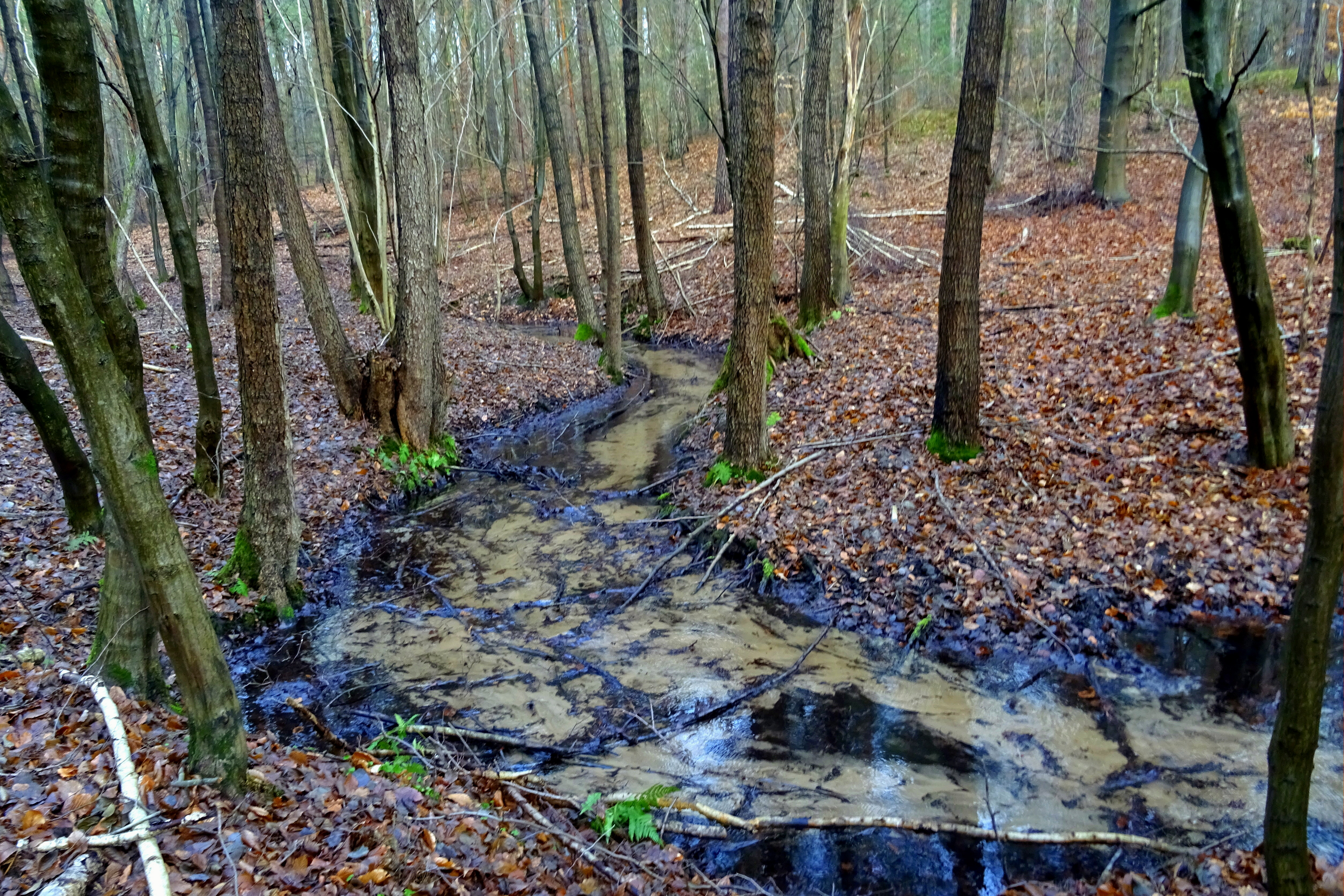
W leśnictwie Łupowo początek bierze strumień Łupica który przepływa przez wieś

Łupowo (niem. Loppow) – wieś w Polsce położona w województwie lubuskim, w powiecie gorzowskim, w gminie Bogdaniec. Według danych z 2009 r. liczyła 859 mieszkańców. Od 1945 r. leży w granicach Polski. Przez miejscowość przebiega droga wojewódzka 132 Gorzów Wlkp. – Kostrzyn nad Odrą oraz linia kolejowa Warszawa – Berlin.
W latach 1954–1972 wieś należała i była siedzibą władz gromady Łupowo. W latach 1975–1998 miejscowość należała administracyjnie do województwa gorzowskiego.

## Położenie
Zgodnie z podziałem fizycznogeograficznym Polski według Kondrackiego teren, na którym położone jest Łupowo należy do prowincji Niziny Środkowoeuropejskiej, podprowincji Pojezierza Południowobałtyckiego, makroregionu Pradolina Toruńsko-Eberswaldzka oraz w końcowej klasyfikacji do mezoregionu Kotlina Gorzowska.
Miejscowość położona jest 8 km na południowy zachód od Gorzowa Wielkopolskiego; powierzchnia wynosi 995 ha. Posiada układ wielodrożnicy.

## Demografia
Ludność w ostatnich 3 stuleciach:

## Historia
- II okres epoki brązu (1300–1000 lat p.n.e.) – pierwsze ślady osadnictwa na terenie Łupowa, potwierdzone badaniami wykopaliskowymi w 1970 r.
- X-XI w. – nad rzeką Łupicą, na wzniesieniach morenowych w pobliżu Łupowa, istnieją dwa wczesnośredniowieczne grodziska
- 1250 – margrabiowie brandenburscy z dynastii Askańczyków rozpoczynają ekspansję na wschód od Odry; z zajmowanych kolejno obszarów powstaje następnie Nowa Marchia
- 20.07.1278 – pierwsza wzmianka pod nazwą Loppowe; przebywający w Gorzowie margrabiowie Otto V Długi i Albrecht III podarowali miastu czynsze z Winnej Góry i ogrodów na poprawę umocnień, a także potwierdzili nadanie przez ojca łęgów warciańskich między Łupowem i Jeninem
- 22.05.1300 – margrabia Albrecht III, przebywając w Kłodawie, funduje filię klasztoru w Kołbaczu o nazwie Locus coeli (Miejsce Nieba, potem Himmelstedt, obecnie Mironice) i uposaża ją 15 wsiami, w tym Łupowem (Loppave), która jest wówczas wsią rybacką
- 1337 – wzmianka w księdze ziemskiej margrabiego brandenburskiego Ludwika Starszego pod nazwą Lloppow (w ziemi gorzowskiej): Lloppow XX mansos, pactus IIII solidos[9] – Łupowo liczy 20 łanów, pacht (tu: danina od połowów i eksploatacji Łęgów Warciańskich) wynosi 4 szylingi
- 7.10.1355 – potwierdzenie nadania z 1300 r. cystersom z Kołbacza (filia Mironice), wystawione przez cesarza Karola IV
- 1538 – margrabia Jan kostrzyński oficjalnie wprowadza na terenie Nowej Marchii luteranizm jako religię obowiązującą
- 1539 – w wyniku sekularyzacji, margrabia Jan kostrzyński przejmuje majątek zakonny w Mironicach, tworząc zarząd domenalny; w skład domeny wchodzi m.in. Łupowo
- XVI w. – na rzece Łupicy zbudowano młyn

| Właściciel          | Lata                   |
| ------------------- | ---------------------- |
| cystersi z Mironic  | 1300 – po 1482 (1539?) |
| domena w Mironicach | 1539 – 1874            |

- 1586 – młyn zostaje zniszczony przez powódź
- 1589
  - młyn, odbudowany po powodzi, zobowiązany jest wobec domeny mironickiej do daniny 2 wispli żyta rocznie tytułem pachtu
  - we wsi istnieje kościół, podlegający parafii w Baczynie
- 1618–1648 (wojna trzydziestoletnia) – Łupowo zostaje spalone przez wojska szwedzkie, też prawdopodobnie i młyn (nie był już później wzmiankowany)
- 1751 – w związku z rozbudową Gorzowa, wokół Łupowa zostały wycięte połacie lasów
- 1778 – wybudowano kościół w konstrukcji ryglowej
- 1801 – wieś liczy 22 domy i 247 mieszkańców; jest tu 10 chłopów pełnorolnych (niem. Bauern), 5 zagrodników (niem. Kossäten), 3 budników (niem. Büdner), 7 komorników (niem. Einlieger), kuźnia, karczma; kościół jest filialnym parafii w Baczynie[6]
- 1823-1825 – przez wieś poprowadzono linię kolejową Berlin – Królewiec
- 1874 – rozwiązanie domeny w Mironicach
- 1894 – 1 km od wsi postawiono przystanek kolejowy „Loppow” Królewskiej Kolei Wschodniej
- 1909 – wybudowano nowy kościół (poprzedni został rozebrany)
- 3.01.1946 – poświęcenie kościoła jako rzymskokatolickiego, podlegającego parafii św. Trójcy w Wieprzycach
- 1.09.1945 – rozpoczyna działalność szkoła podstawowa, do której uczęszcza 19 uczniów; pierwszą nauczycielką jest Waleria Rożnowska
- 1.01.1955 – w następstwie reformy administracyjnej, która zniosła zbiorcze gminy wiejskie, w powiecie gorzowskim zaczęły funkcjonować 23 gromady: Baczyna, Bogdaniec, Dąbroszyn, Deszczno, Janczewo, Jeniniec, Kamień Wielki, Kłodawa, Krasowiec, Lipki Wielkie, Lubczyno, Lubiszyn, Lubno, Łupowo, Nowiny Wielkie, Pyrzany, Różanki, Santok, Siedlice, Stare Polichno, Ulim, Wieprzyce, Zieleniec.
- 28.12.1963 – przekazano do eksploatacji rurociąg naftowy „Przyjaźń”; jedna z przepompowni znajduje się w Łupowie
- 1966 – w Łupowie powstaje kino oraz biblioteka gromadzka
- Koniec lat 60. XX w. – w centrum Łupowa wybudowane zostaje osiedle dla pracowników PERN Przyjaźń S.A.
- Lata 80 XX w. – powstaje Osiedle Leśników – bloki wybudowane na granicy wsi i lasów dla pracowników Ośrodka Remontowo-Budowlanego Lasów Państwowych, Nadleśnictwa Bogdaniec i Ośrodka Transportu Leśnego w Gorzowie Wlkp.
- 1.01.1973 – wieś wchodzi w skład gminy Bogdaniec
- 1.09.1973 – oddano do użytku nowy budynek szkolny, zbudowany przez Gorzowskie Przedsiębiorstwo „Zachód” na działce położonej we wsi Jenin
- 1.09.1999 – siedzibę szkoły podstawowej zmieniono na Jenin
- 14.09.2008 – obchody 730-lecia wsi i oddanie do użytku sali wiejskiej

## Nazwa
Loppowe 1278, Loppave 1300, LLoppow 1373, Loppo, Loppow 1482, Luppe 1608, Loppow 1883, 1944; Łupowo 1947
Niemiecka nazwa Loppowe mogła pochodzić od słowiańskiej Łopowe, Łopow(o), ta zaś od nazwy osobowej Łopa (od łopać ‘łopotać’). Według innej wersji nazwa miała być wywiedziona od staroniemieckiego „loppen” i „Aue”, czyli trzebienia łęgów i oznaczałaby wieś powstałą na wyrąbanym nadrzecznym obszarze leśnym.

## Administracja
Miejscowość jest siedzibą sołectwa Łupowo.

## Architektura
- Kościół pw. matki Boskiej Częstochowskiej – zbudowany w 1909 r. w stylu neobarokowym przez pruskiego architekta inż. Oskara Friedricha Hossfelda (1848-1915), urzędnika budowlanego, ucznia Karla J. Lüdecke. Jest to budowla orientowana, murowana i otynkowana, posadowiona na planie prostokąta z trójbocznie zamkniętym od wschodu prezbiterium, nakrytym trójspadowym dachem. Nawę nakrywa dwuspadowy dach. Zachodnią wieżę szachulcową, nadbudowaną w bryle świątyni, wieńczy cebulasty hełm pokryty blachą miedzianą z latarnią i wiatrowskazem z datą 1909. Zawieszony na wieży żeliwny dzwon pochodzi z 1824 r. Wejście główne do kościoła jest półkoliście zamknięte, tak samo okna w trzyosiowych elewacjach bocznych. Wnętrze jest jednoosiowe, nakryte drewnianym sklepieniem kolebkowym. Ołtarz główny (z obrazem patronki Matki Boskiej Częstochowskiej, namalowanym w 1958 r. przez Michała Ossowskiego, mieszkańca Łupowa) ujęty jest dwoma ołtarzami bocznymi. Empora muzyczna z wbudowaną u dołu zakrystią znajduje się po zachodniej stronie. Na historycznie wyposażenie składają się: ołtarz oraz wykonany w 1910 r., neobarokowy prospekt organowy. W 2005 r. kościół został gruntownie odremontowany i odnowiony.
- Dom klasycystyczny z 1887 r., obecnie nr 52
- Cmentarz ewangelicki (pow. ok. 0,4 ha)

## Edukacja i nauka
Uczniowie uczęszczają do szkoły podstawowej w Jeninie.

## Religia
Kościół rzymskokatolicki pw. Matki Boskiej Częstochowskiej (patronka od 1.03.1947) jest filialnym parafii św. Trójcy w Gorzowie Wlkp.

## Gospodarka
Ludność zajmuje się głównie rolnictwem, dominuje uprawa zbóż, ziemniaków i buraków cukrowych, prowadzona jest hodowla bydła, trzody chlewnej oraz drobiu. Liczba gospodarstw powyżej 1 ha wynosi 58.
Struktura gruntów (stan 2004 r.):
| Rodzaj              | Pow. w ha |
| ------------------- | --------- |
| Orne                | 201,2     |
| Pastwiska           | 24,1      |
| Lasy i zadrzewienia | 519,33    |
| Razem               | 874,13    |

W 2013 r. liczba zarejestrowanych podmiotów gospodarczych wyniosła 94, z czego 81 to osoby fizyczne prowadzące działalność gospodarczą, 4 spółki handlowe, 2 spóło handlowe z udziałem kapitału zagranicznego osób prawnych oraz 3 stowarzyszenia i organizacja społeczne:
| Dział                                      | Ilość |
| ------------------------------------------ | ----- |
| rolnictwo, leśnictwo, łowiectwo i rybactwo | 1     |
| przemysł i budownictwo                     | 18    |
| pozostała działalność                      | 75    |

## Znane postaci
Hermann Teuchert (3.3.1880 – 13.1.1972 w Heidelbergu) – urodzony w Łupowie; profesor uniwersytetu w Rostocku, germanista, badacz dialektu marchijskiego.